# Strauder v. West Virginia
Strauder v. West Virginia war einer der ersten Fälle des Obersten Gerichtshofs der Vereinigten Staaten, die sich mit Rassendiskriminierung befassten.
Zum Zeitpunkt der Entscheidung waren alle Schwarzen nach dem Gesetz West Virginias von der Teilnahme an Gerichtsverhandlungen als Geschworene ausgeschlossen. Strauder, ein Schwarzer, der wegen Mordes von einer Jury, die nur aus Weißen bestand, verurteilt worden war, griff das Urteil mit der Begründung an, die in West Virginia bestehende Regelung verletze den Grundsatz der Gleichheit vor dem Gesetz nach dem 14. Verfassungszusatz.
In dem von William Strong verfassten Urteil wurde der Ausschluss Schwarzer als Geschworene allein aufgrund ihrer Rassenzugehörigkeit für nicht mit der Verfassung vereinbar erklärt. Der Grund für den Gleichbehandlungsgrundsatz sei es, „der schwarzen Bevölkerung alle Bürgerrechte zuzubilligen, wie sie den Weißen zustehen und ihnen den Schutz des Bundesstaates zu vermitteln, wenn sie durch die Einzelstaaten in diesen Rechten eingeschränkt werden.“ Das Gericht stellte jedoch nicht fest, dass der Ausschluss Schwarzer als Jury-Mitglieder das Recht potentieller Jury-Mitglieder verletze; vielmehr verletze diese Ausgrenzung schwarze Angeklagte, da so Jurys ausgewählt würden, „von denen der Bundesstaat Mitglieder der Bevölkerungsgruppe des Angeklagten ausdrücklich ausgenommen hat“.
Das Urteil war zwar ein Sieg für die Rechte schwarzer Angeklagter und wichtig für die Bürgerrechtsbewegung; jedoch stellte es auch ausdrücklich fest, dass eine Auswahl nach Geschlecht zulässig sei.